# Německo na Letních olympijských hrách 1896
Německo na Letních olympijských hrách v roce 1896 v řeckých Athénách reprezentovala výprava 19 mužů v 6 sportech.

## Medailisté
| Medaile | Jméno | Sport                | Soutěž                          |
| ------- | --- | -------------------- | ------------------------------- |
| Zlato   | Hermann Weingärtner | Sportovní gymnastika | Muži hrazda                     |
| Zlato   | Alfred Flatow | Sportovní gymnastika | Muži bradla                     |
| Zlato   | Konrad Böcker Alfred Flatow Gustav Flatow Georg Hillmar Fritz Hofmann Fritz Manteuffel Karl Neukirch Richard Röstel Gustav Schuft Carl Schuhmann Hermann Weingärtner | Sportovní gymnastika | Družstvo mužů bradla            |
| Zlato   | Konrad Böcker Alfred Flatow Gustav Flatow Georg Hillmar Fritz Hofmann Fritz Manteuffel Karl Neukirch Richard Röstel Gustav Schuft Carl Schuhmann Hermann Weingärtner | Sportovní gymnastika | Družstvo mužů hrazda            |
| Zlato   | Carl Schuhmann | Sportovní gymnastika | Muži přeskok                    |
| Zlato   | Carl Schuhmann | Zápas                | Muži řecko-římský               |
| Stříbro | Fritz Hofmann | Atletika             | Muži běh na 100 m               |
| Stříbro | August von Gödrich | Cyklistika           | Muži silniční závod jednotlivců |
| Stříbro | Alfred Flatow | Sportovní gymnastika | Muži hrazda                     |
| Stříbro | Hermann Weingärtner | Sportovní gymnastika | Muži kůň našíř                  |
| Stříbro | Hermann Weingärtner | Sportovní gymnastika | Muži kruhy                      |
| Bronz   | Fritz Hofmann | Sportovní gymnastika | Muži šplh na laně               |
| Bronz   | Hermann Weingärtner | Sportovní gymnastika | Muži přeskok                    |